# Isabel Fernández Ibarra
Isabel Margarita Fernández Ibarra (née le 19 octobre 1986 à Santiago), est une journaliste, DJ, animatrice de radio et animatrice de télévision chilienne.

## Filmographie

### Télévision
| Année       | Programme               | Rôle         | Chaîne      |
| ----------- | ----------------------- | ------------ | ----------- |
| 2002 - 2003 | Ciudad Cuática          | Animatrice   | Chilevisión |
| 2002        | El club de los tigritos | Animatrice   | Chilevisión |
| 2003 - 2004 | Tigritos                | Animatrice   | Chilevisión |
| 2005 - 2008 | Invasión                | Animatrice   | Chilevisión |
| 2009        | Pelotón III             | Participant  | TVN         |
| 2009        | Calle 7                 | Participant  | TVN         |
| 2010        | Onoff                   | Animatrice   | 13C         |
| 2010        | Código Urbano           | Animatrice   | UCV TV      |
| 2011        | El experimento          | Coanimatrice | TVN         |